# Marie Laveau (canción)
«Marie Laveau» es una canción compuesta por Shel Silverstein y Baxter Taylor. Inicialmente, la canción fue interpretada por Dr. Hook and the Medicine Show, quienes la publicaron bajo el nombre de «Marie Lavaux» en su álbum debut, Doctor Hook (1971). La versión más conocida de la canción es una grabación por el músico estadounidense Bobby Bare. Se publicó en abril de 1974 como el segundo sencillo de su álbum Bobby Bare Sings Lullabys, Legends and Lies (1973).

## Recepción de la crítica
Un escritor no especificado de Record World describió «Marie Laveau» como “una atrevida canción roquera”, mientras que Billboard describió «Marie Laveau» como “un sencillo poderoso para él”.

## Lista de canciones
Todas las canciones coescritas por Sheldon Allan Silverstein.
1. «Marie Laveau» (Baxter Taylor) – 2:57
2. «The Mermaid» (Jim Friedman) – 2:50

## Posicionamiento

### Gráfica semanal
| Gráfica (1974)                                      | Pico de posición |
| --------------------------------------------------- | ---------------- |
| Canadá (RPM Country Playlist)                       | 1                |
| Estados Unidos (Billboard Hot Country Singles)      | 1                |
| Estados Unidos (Cash Box Country Top 75)            | 1                |
| Estados Unidos (Record World Country Singles Chart) | 1                |

### Gráfica de fin de año
| Gráfica (1974)                                 | Pico de posición |
| ---------------------------------------------- | ---------------- |
| Estados Unidos (Billboard Hot Country Singles) | 7                |
| Estados Unidos (Cash Box Country Top 75)       | 24               |